# Chanani

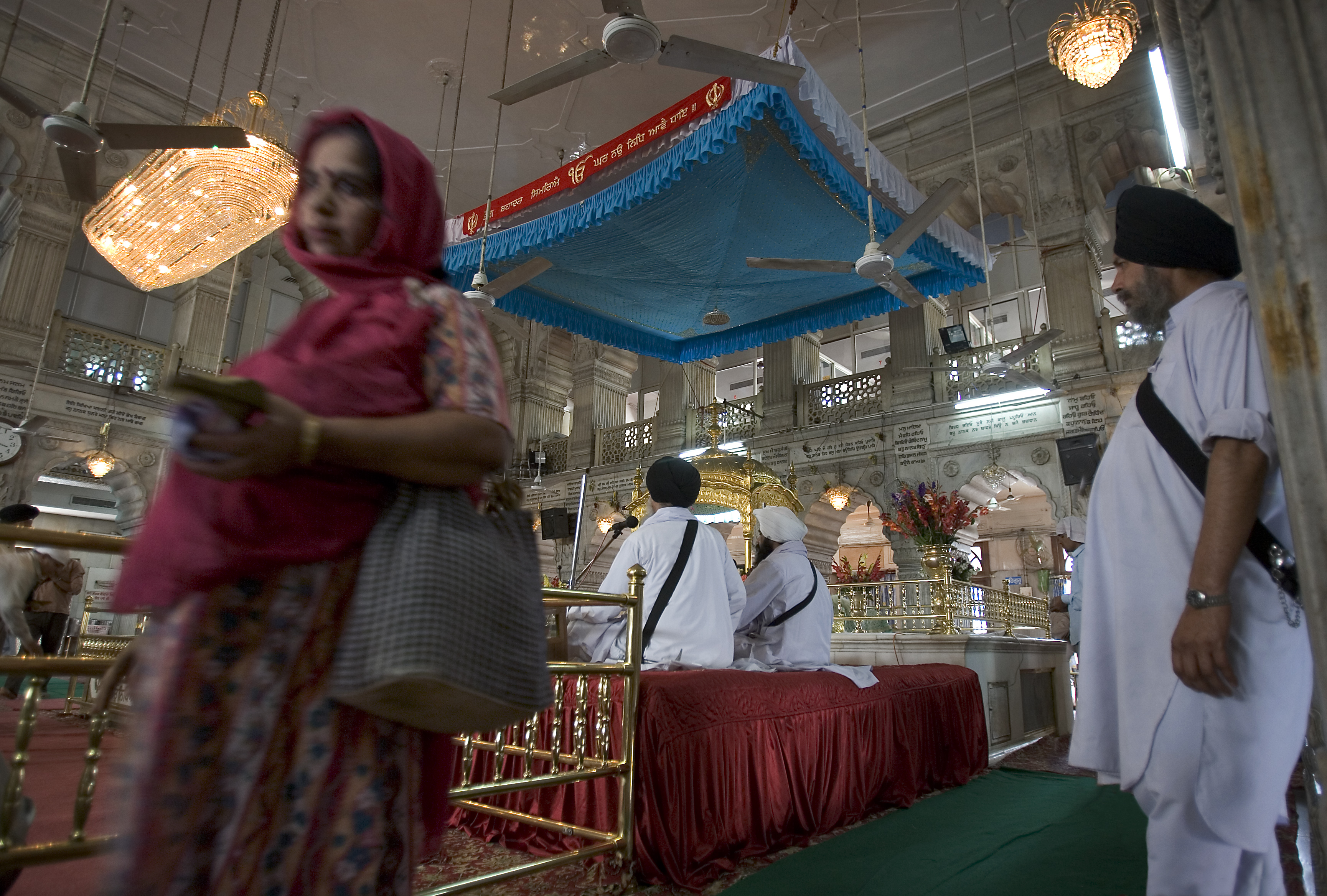
le chanani est bien visible dans ce gurdwara de Delhi.

Le chanani est un baldaquin placé dans les gurdwaras, les temples sikhs, au-dessus du Guru Granth Sahib, en marque de respect. Le chanani est présent dans tous les gurdwaras au-dessus des Écritures Saintes; il surplombe le palki, l'espèce de palanquin, le petit autel en fait où est posé le gourou intemporel. Le chanani est souvent en tissu et est fixé au plafond par des fils, ou, est tenu par quatre piliers.